# Cabral (Barahona)
Cabral es un municipio de la República Dominicana, que está situada en la provincia de Barahona.

## Límites
Municipios limítrofes:
|                           | Norte: Cristóbal, El Peñón y Fundación |                |
| Oeste: Las Salinas y Polo |                                        | Este: Barahona |
|                           | Sur: Polo y La Ciénaga                 |                |

## Distritos municipales
Está formado por el distrito municipal de:
| Nombre | Código   |
| ------ | -------- |
| Cabral | 06040201 |

## Historia
Fundado a finales del siglo XVII. Inicia con la instalación del modelo colonial a partir de 1707. En dicho año llega desde Azua don Juan Feliz de Luna, un rico propietario de corte de madera y de extensos hatos ganaderos, quien había de forma un hogar con la Neybera Antonia Urbaez. El municipio fue denominado durante largo tiempo el rincón de neyba, esta población tenía categoría de común. La mayoría de la población estaba ubicado en un lugar denominado la ferma( nombre que significa parte alta) donde se inició la construcción de la primera vivienda. El municipio se llamó Rincón de Aji. En el año 1900 debido a una gran lucha entres los generales José María Cabral y Buenaventura Báez , siendo victorioso el general Cabral. A partir del 1900 se llamó Cabral.

## Economía
Tiene una economía fundamentada principalmente en la pesca y la agricultura; además posee una gran concentración de empleos públicos y privados. Esta comunidad produce plátanos, caña de azúcar, habichuelas, maíz, yuca, batata, guineos, auyamas, etc. Sus fuentes acuíferas producen las muy conocidas Tilapias o Viejacas.

## Hidrografía
Es la ciudad dominicana que más fuentes hidrográficas[cita requerida] tiene (aprox. 45), entre ellos el río Yaque del Sur, La Isabela, Cachón Pipo, La Represa, la Represita, El Canal Maestro, Fiquimbo, La Chorrera o Puente, La Furnia, etc., además posee la mayor laguna de agua dulce de Las Antillas, "La Laguna de Cabral" que está situada en el municipio de cabral.